# 許純美
許純美（1957年12月13日—），台灣媒體名人，在2003年年底至2008年間成為話題人物。初期上節目時經常擦拭「藍色睫毛膏」、談話時常自稱來自「上流社會」，並且將「我學佛」等口頭禪掛在嘴邊，在電視媒體上被廣為討論。
許純美在2004年開始被台灣媒體塑造成丑角，藉此提昇新聞或綜藝節目收視率。超級電視台甚至為她開一個新聞節目《上流社會新聞》，讓她當主播至2004年2月11日止，此舉遭受許多媒體監督團體批判。《新台灣新聞週刊》認為許純美現象是「媒體背離社會公器精神」的展現。

## 生平
許純美出生於台北縣三重市（今新北市三重區），在士林社子長大。
許純美19歲嫁給富商李文清，生下2女，兩年後離婚，2女皆歸李文清，她得十萬元贍養費。後再爆出與李文清離婚後生下1子。
許純美25歲與富商鄭奇松再婚，生下1子2女。許純美因堅信一名女兒「小雲」是不祥的亡靈轉世，而將之棄養。2001年10月鄭奇松過世，之後許純美對外宣稱鄭奇松留下近百億財產。
2003年11月，媒體發現遭許純美棄養的女兒小雲以大賣場為家，因此引發新聞話題。但許純美稱是將小雲過繼給表妹，並非惡意棄養。
2006年，49歲的許純美與23歲男模邱品叡宣布訂婚。同年7月18日凌晨2點，邱品叡因賭博賭輸新台幣一百萬而把不肯幫付債的許純美打成重傷、接近毀容。兩人解除婚約。
2015年10月13日，許純美於位於至善天下的自家豪宅召開記者會，控訴第5任老公林宗一在2014年4月拋棄她，令她一度想要跳樓自殺；因為就讀台大女兒的一通電話，才打消她自殺念頭。
2015年10月14日，許純美透過媒體向藝人蕭大陸公開道歉，因她曾誣指蕭大陸為同性戀。對此蕭大陸回應表示，他不想回應許純美的發言。
2006年12月，許純美首次以無黨籍身分參選臺北市議員，號次16，僅得到1,384票，得票率0.52%。2018年5月20日，許純美宣布「為了解救可憐的六道眾生」，將以無黨籍身分參選臺北市長，並提出「貪汙會下地獄、也不能說謊話」、「票投許純美、世界真善美」等政見；但由於上流社會朋友的阻止，最後未登記參選。
根據媒體資料，許純美與第一任丈夫應是育有1男2女，離婚後許將兒子藏於日本，據悉為東京大學校友，已成家立業。與第二任丈夫鄭奇松也育有1男2女，除小雲外另有1子1女。